# عقرب سوطي بورشردي
عقرب سوطي بورشردي (الاسم العلمي: Thelyphonus burchardi) هو نوع من العنكبوتيات يتبع جنس العقرب السوطي من الفصيلة العقارب السوطية.